# Arctodus
Genre
Arctodus est un genre éteint de très grands ours de la sous-famille des Trémarctinés et ayant vécu en Amérique du Nord au cours du Pléistocène il y a environ entre −1,8 et −0,012 Ma (millions d'années).

## Classification
Liste des espèces selon Mitchell et al. (2016) :
- † Arctodus pristinus Leidy, 1854 (espèce type)
- † Arctodus simus Cope, 1879